# Tsuma, Shōgakusei ni Naru.
Tsuma, Shōgakusei ni Naru. (Nhật: 妻、小学生になる。 "Vợ tôi, trở thành học sinh tiểu học") là một series manga Nhật Bản được sáng tác và minh họa bởi Murata Yayū.
Ban đầu, truyện được xuất bản dưới dạng yomikiri trên tạp chí seinen manga Weekly Manga Times của Houbunsha vào tháng 4 năm 2018 trước khi được đăng dài kỳ trên cùng tạp chí từ tháng 7 năm 2018 đến tháng 12 năm 2022. Tập truyện sau đó đã được gom lại thành mười bốn tập tankōbon. Bộ truyện cũng được chuyển thể thành một bộ phim truyện truyền hình, được phát sóng lần đầu từ tháng 1 đến tháng 3 năm 2022. Một bộ anime truyền hình chuyển thể do Studio Signpost sản xuất sẽ được ra mắt vào tháng 10 năm 2024.

## Nhân vật
Niijima Keisuke (新島 圭介)
Lồng tiếng bởi: Hirakawa Daisuke
Thủ vai bởi: Tsutsumi Shinichi
Niijima Takae (新島 貴恵) / Shiraishi Marika (白石 万理華)
Lồng tiếng bởi: Yūki Aoi
Thủ vai bởi: Ishida Yuriko (Takae), Maida Nono (Marika)
Niijima Mai (新島 麻衣)
Lồng tiếng bởi: Nomura Maiko
Thủ vai bởi: Makita Aju
Moriya Konomi (守屋 好美)
Lồng tiếng bởi: Okazaki Kana
Thủ vai bởi: Morita Misato
Shiraishi Chika (白石 千嘉)
Lồng tiếng bởi: Kojima Sachiko
Thủ vai bởi: Yoshida Yō
Aikawa Renji (愛川 蓮司)
Lồng tiếng bởi: Iwanaka Mutsuki
Thủ vai bởi: Sugino Yosuke

## Truyền thông

### Manga
Bộ manga được viết và minh họa bởi Murata Yayū. Ban đầu là một yomikiri được xuất bản trên tạp chí seinen manga Weekly Manga Times của Houbunsha vào ngày 27 tháng 4 năm 2018. Tuyện được đăng dài kỳ trên cùng tạp chí từ ngày 27 tháng 7 năm 2018, đến ngày 2 tháng 12 năm 2022. Mười bốn tập tankōbon đã được xuất bản từ tháng 4 năm 2019 đến tháng 3 năm 2023.
Một manga spin-off với tựa đề Hatsukoi Aite no Kimi wa Dare? bắt đầu đăng dài kỳ trên cùng tạp chí vào ngày 8 tháng 3 năm 2024.

#### Danh sách tập truyện
| #  | Ngày phát hành tiếng Nhật | ISBN tiếng Nhật   |
| -- | ------------------------- | ----------------- |
| 1  | 16 tháng 4 năm 2019       | 978-4-83-223671-4 |
| 2  | 13 tháng 6 năm 2019       | 978-4-83-223681-3 |
| 3  | 16 tháng 10 năm 2019      | 978-4-83-223698-1 |
| 4  | 14 tháng 2 năm 2020       | 978-4-83-223714-8 |
| 5  | 16 tháng 6 năm 2020       | 978-4-83-223748-3 |
| 6  | 15 tháng 10 năm 2020      | 978-4-83-223773-5 |
| 7  | 16 tháng 2 năm 2021       | 978-4-83-223804-6 |
| 8  | 15 tháng 7 năm 2021       | 978-4-83-223842-8 |
| 9  | 15 tháng 1 năm 2022       | 978-4-83-223884-8 |
| 10 | 16 tháng 2 năm 2022       | 978-4-83-223893-0 |
| 11 | 16 tháng 3 năm 2022       | 978-4-83-223901-2 |
| 12 | 14 tháng 4 năm 2022       | 978-4-83-223929-6 |
| 13 | 16 tháng 11 năm 2022      | 978-4-83-223953-1 |
| 14 | 16 tháng 3 năm 2023       | 978-4-83-223977-7 |

### Phim truyền hình
Một bộ phim truyền hình chuyển thể được công bố vào ngày 3 tháng 11 năm 2021, phim được Tsuboi Toshio, Yamamoto Takeyoshi, Ōuchi Maiko và Katō Naoki cùng đạo diễn và dựa trên kịch bản chuyển thể của Ōshima Satomi. Nakai Yoshihiko và Masuda Chie đóng vai trò là nhà sản xuất. Bộ phim được phát sóng trên đài TBS từ ngày 21 tháng 1 đến ngày 25 tháng 3 năm 2022. Ca sĩ Yuga trình bày ca khúc chủ đề "Tomoshibi" (灯火) của bộ phim.
Ngoài ra, Yako, Shōgakusei ni Naru, một loạt phim phụ có kết nối với câu chuyện gốc, được phát hành trên dịch vụ phát trực tuyến Paravi của Nhật Bản từ ngày 11 tháng 2 đến ngày 25 tháng 3 năm 2022. Phim được Sakamoto Hidetaka, Tamekawa Hiroyuki và Hirosawa Saya cùng đạo diễn và dựa trên kịch bản chuyển thể của Suwa Masashi.

### Anime
Một bộ anime chuyển thể được công bố vào ngày 16 tháng 3 năm 2023. Sau đó anime được xác nhận là loạt series truyền hình do Studio Signpost sản xuất và Abe Noriyuki đạo diễn, với kịch bản được giám sát và viết bởi Hirabayashi Sawako, Narihito Sekikawa Narihito phụ trách thiết kế nhân vật và Yamasaki Hiroto soạn nhạc. Bộ anime được công chiếu vào ngày 6 tháng 10 năm 2024 trên Tokyo MX và BS11. Bài hát mở đầu của phim là "Ai no Reunion" (アイノリユニオン n.đ. 'Reunion of Love') được trình bày bởi Pachae và Ms. Ooja là người trình bày bài hát "Hidamari", đây là bài hát chủ đề kết thúc của phim.

#### Tập phim
| TT. | Tiêu đề                                                                                          | Đạo diễn                    | Biên kịch          | Kịch bản phân cảnh | Ngày phát hành gốc   |
| --- | ------------------------------------------------------------------------------------------------ | --------------------------- | ------------------ | ------------------ | -------------------- |
| 1   | "Gia đình, gặp lại" Chuyển ngữ: "Kazoku, Futatabi" (tiếng Nhật: 家族、ふたたび。)                | Abe Noriyuki                | Hirabayashi Sawako | Abe Noriyuki       | 6 tháng 10 năm 2024  |
| 2   | "Bởi vì, bây giờ" Chuyển ngữ: "Datte, Ima wa" (tiếng Nhật: だって、いまは。)                     | Nagai Itoko                 | Hirabayashi Sawako | Nagai Itoko        | 13 tháng 10 năm 2024 |
| 3   | "Bước tiếp một bước" Chuyển ngữ: "Ippo, Fumidashite" (tiếng Nhật: 一歩、ふみだして。)            | Kawanishi Taiji             | Hirabayashi Sawako | Fukushima Hiroyuki | 20 tháng 10 năm 2024 |
| 4   | "Hai người, tâm sự" Chuyển ngữ: "Futari wa, Katarau" (tiếng Nhật: ふたりは、語らう。)            | Morita Yūki                 | Hirabayashi Sawako | Morita Yūki        | 27 tháng 10 năm 2024 |
| 5   | "Mẹ và gia đình" Chuyển ngữ: "Haha to, Kazoku" (tiếng Nhật: 母と、家族。)                        | Matsumoto Masayuki          | Hirabayashi Sawako | Fukushima Hiroyuki | 3 tháng 11 năm 2024  |
| 6   | "Nội tâm, giằng xé" Chuyển ngữ: "Omoi, Kishin de" (tiếng Nhật: 想い、きしんで。)                 | Ogiwara Takeru              | Hirabayashi Sawako | Ogiwara Takeru     | 10 tháng 11 năm 2024 |
| 7   | "Dấu hiệu của hạnh phúc" Chuyển ngữ: "Shiawase no, Kizashi" (tiếng Nhật: しあわせの、兆し。)     | Nimura Nene                 | Hirabayashi Sawako | Abe Noriyuki       | 17 tháng 11 năm 2024 |
| 8   | "Ai vậy?" Chuyển ngữ: "Anata, Dare?" (tiếng Nhật: あなた、誰？)                                  | Saitō Ema & Satō Mitsutoshi | Hirabayashi Sawako | Saitō Ema          | 24 tháng 11 năm 2024 |
| 9   | "Muốn được thấu hiểu" Chuyển ngữ: "Tsutaetai, Kono Kimochi" (tiếng Nhật: 伝えたい、この気持ち。) | Fukui Nozomi                | Hirabayashi Sawako | Fukui Nozomi       | 1 tháng 12 năm 2024  |
| 10  | "Nếu đó là, ước muốn" Chuyển ngữ: "Sore ga, Negai Nara" (tiếng Nhật: それが、願いなら。)         | Morita Yūki                 | Hirabayashi Sawako | Morita Yūki        | 8 tháng 12 năm 2024  |
| 11  | "Yêu hơn bất cứ ai" Chuyển ngữ: "Dare yori mo, Aishiteru" (tiếng Nhật: だれよりも、愛してる。)   | Kawanishi Taiji             | Hirabayashi Sawako | Fukushima Hiroyuki | 15 tháng 12 năm 2024 |
| 12  | "Sống cho khoảnh khắc..." Chuyển ngữ: "Sono Isshun o," (tiếng Nhật: その一瞬を、)                | Nimura Nene                 | Hirabayashi Sawako | Abe Noriyuki       | 22 tháng 12 năm 2024 |

## Đón nhận
Tsuma, Shōgakusei ni Naru được xếp hạng thứ 11 ở hạng mục truyện in của Tsugi ni kuru Manga Taishō lần thứ 5 (năm 2019).